# Come le foglie d'autunno
Come le foglie d'autunno è un singolo della cantante italo-algerina Karima, pubblicato nel maggio 2009 dalla Sony BMG.
Il singolo è stato a giugno 2009 in occasione della consegna dei Wind Music Awards ed è giunta ad un buon successo dopo essere stata utilizzata dalla Citroën in uno spot pubblicitario.

## Tracce
Download digitale
1. Come le foglie d'autunno – 3:53 (Enzo Avitabile)